# Michael Modubi
Michael Modubi (Pietersburg, 22 april 1985) is een Zuid-Afrikaanse voetballer die sinds 2003 voor KVC Westerlo voetbalt. Modubi is een middenvelder en voorheen kwam hij uit voor Chelsea FC.

## Clubstatistieken
| Seizoen | Club             | Land     | Competitie     | Weds | Goals |
| ------- | ---------------- | -------- | -------------- | ---- | ----- |
| 2002/03 | Chelsea FC       | Engeland | Premier League | 0    | 0     |
| 2003/04 | KVC Westerlo     | België   | Eerste Klasse  | 19   | 0     |
| 2004/05 | KVC Westerlo     | België   | Eerste Klasse  | 9    | 0     |
| 2005/06 | KVC Westerlo     | België   | Eerste Klasse  | 3    | 0     |
| 2006/07 | KVC Westerlo     | België   | Eerste Klasse  | 25   | 0     |
| 2007/08 | KVC Westerlo     | België   | Eerste Klasse  | 4    | 0     |
| 2008/09 | KVC Westerlo     | België   | Eerste Klasse  | 27   | 0     |
| 2009/10 | KVC Westerlo     | België   | Jupiler League | 7    | 0     |
| 2009/10 | KVC Westerlo     | België   | Play-Off II A  | 1    | 0     |
| 2010/11 | KVC Westerlo     | België   | Jupiler League | 4    | 0     |
| 2012/13 | KFC Dessel Sport | België   | Tweede Klasse  | 4    | 0     |
| Totaal  |                  |          |                | 103  | 0     |